# Tramway de Norrköping
Le tramway de Norrköping, circule depuis 1904 dans la ville de Norrköping en Suède, il est géré par la société Östgötatrafiken. Norrköping est une des rares villes suédoises à avoir conservé ses tramways avec Göteborg et Stockholm.

## Historique
Le tramway de Norrköping, Suède, est créé en 1904. Il a compté un maximum de quatre lignes (en 1957-58) mais, depuis 1966, ne restent que les lignes 2 et 3, qui pourtant ont été allongées.

## Caractéristiques

### Lignes
En 2012, il y a deux lignes, à voie normale, passant par le centre-ville.
- La ligne 2 relie Hageby à Fridvalla. Elle a été allongée au sud-est, de Ljura jusqu'à Kvarnberget (environ 4 kilomètres), en 2010 et 2011.
- La ligne 3 relie Vidablick à Klockaretorpet.

### Matériel roulant
Les tramways en circulation les plus anciens, les M67K, datent de 1967 (mais ont été reconstruits). Les modèles plus récents, M97 et M98, datent des années 1990. En 2007, le nouveau modèle M06 (Flexity Classic) est entré en service.

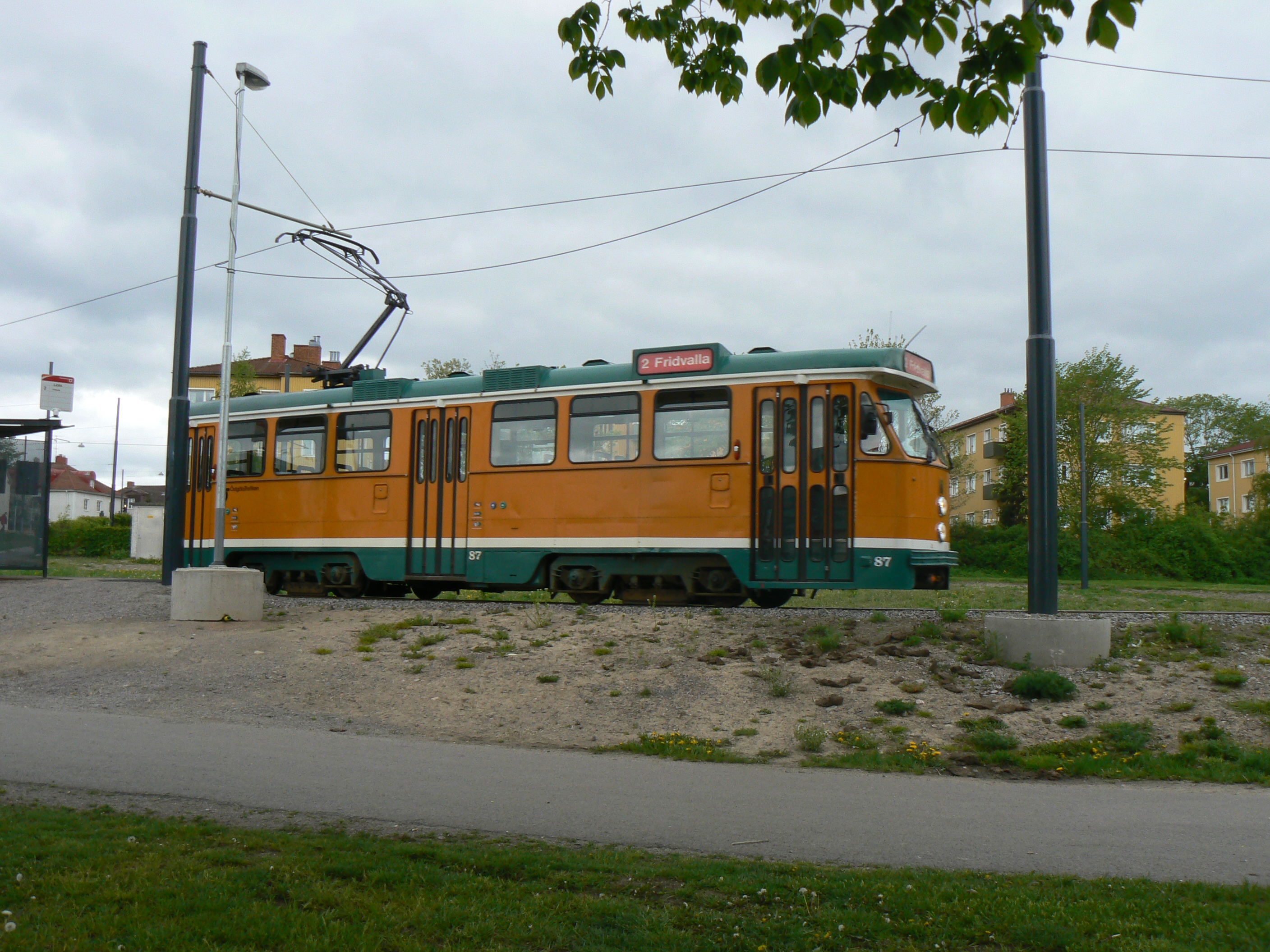
Tram M67K
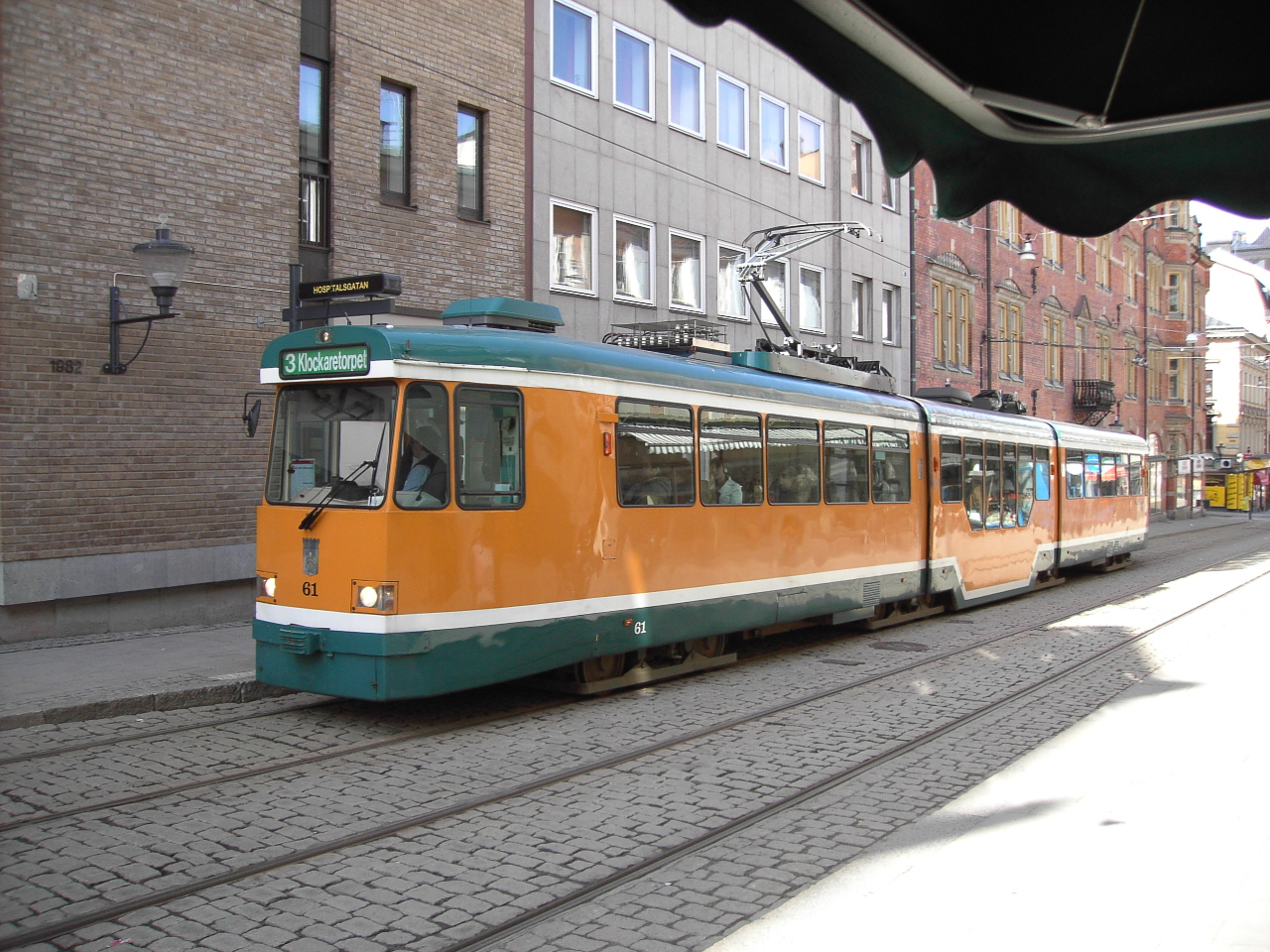
Tram M97
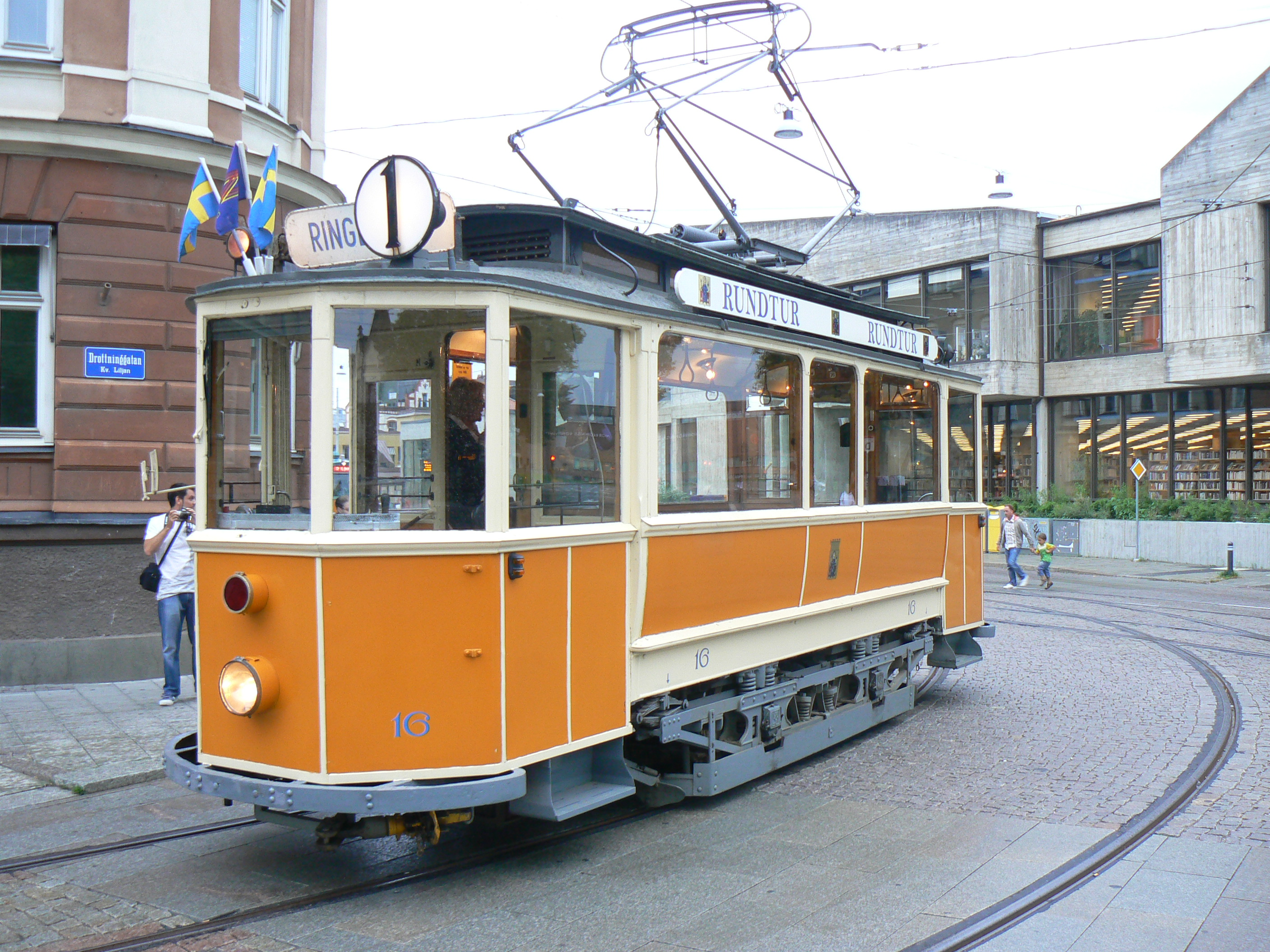
Tram du musée

### Opérateur
L'opérateur du tramway est la société Östgötatrafiken.